# Expédition sino-suédoise

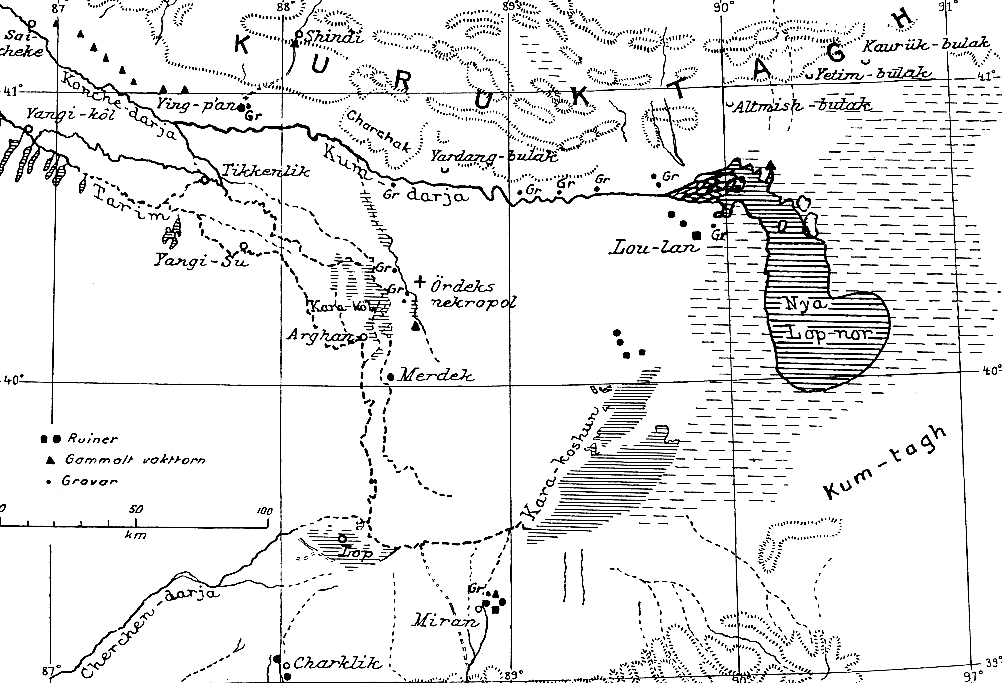
Carte (Folke Bergman, 1935) des sites archéologiques dans le désert de Lop Nor.
----
Légende :
Ruiner : ruines d'établissements humains et de sites défensifs avant 330 av. J.C.
Gammalt vakttorn : ruines de fortifications de la Muraille de Chine
Grovar : tombes datant d'entre 2000 et 330 av. J.C.
Bulak : fontaine (asséchée depuis 1971)
Ördeks nekropol : Complexe funéraire de Xiaohe découvert par Ördek, guide de Sven Hedin, exploré par Folke Bergman
Nya Lop-nor : le lac Lop, encore existant entre 1921 et 1971 et mesuré par l'expédition, devenu depuis un marécage.

L'Expédition sino-suédoise (en anglais : Sino-Swedish Expedition ou The Sino-Swedish Expedition, en suédois Svensk-kinesiska expedition) est une expédition scientifique internationale conduite par Sven Hedin de 1927 à 1935 consacrée à des recherches météorologiques, topographiques et préhistoriques en Mongolie, dans le désert de Gobi et dans le Xinjiang. Dans cette « université itinérante », comme l'appelle Sven Hedin, les scientifiques travaillent de façon presque autonome pendant que Hedin négocie avec les autorités sur place, se charge de l'organisation, apporte l'aide financière et cartographie les itinéraires parcourus.

## Expédition

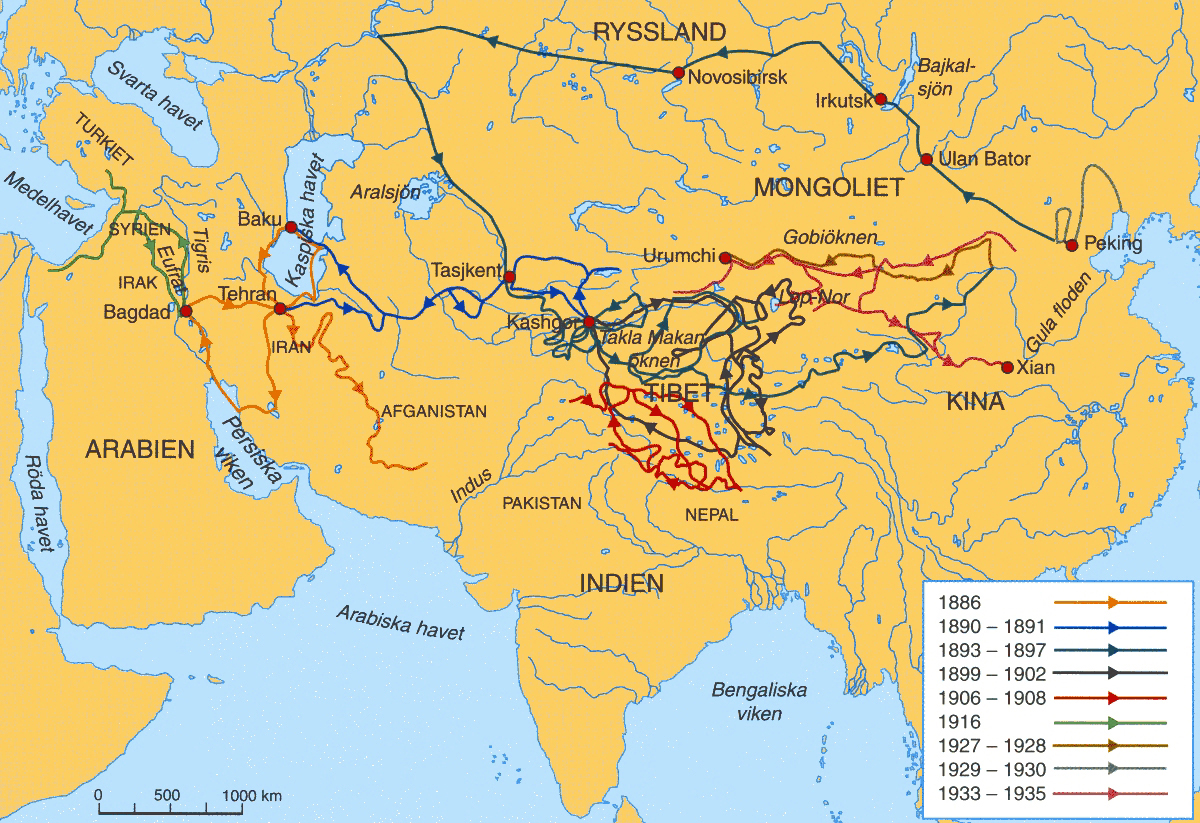
Explorations de Sven Hedin entre 1886 et 1935. Les itinéraires des collaborateurs de Sven Hedin pendant l'expédition ne sont pas représentés.

L'expédition inter-disciplinaire est menée entre 1927 et 1935 avec le soutien financier des gouvernements suédois et allemand. Les scientifiques suédois, allemands et chinois qui y participent se consacrent à l'étude de la Mongolie, du Xinjiang et du Tibet et mènent des recherches en archéologie, astronomie, botanique, ethnologie, géographie, géologie, météorologie et zoologie.
Malgré des manifestations hostiles en Chine, Sven Hedin parvient après des mois de négociations à réaliser le projet sous condition de missions d'études demandées par le gouvernement chinois et la participation de scientifiques chinois, et à négocier une liberté de circulation dans une zone de conflits pour une expédition qui, avec ses 300 chameaux et son armement a l'allure d'une armée d'invasion. En revanche, le financement est l'affaire de Hedin. L'expédition permet à des participants chinois de développer leur approche scientifique, ainsi Huang Wenbi sera un des fondateurs de l'archéologie chinoise moderne.
Sven Hedin rencontre des difficultés : il a alors 70 ans, sa santé est affaiblie par la guerre civile au Turkestan oriental et par une longue détention comme prisonnier de guerre, la dévaluation due à la situation économique mondiale empêche les financements, et il doit assurer la logistique de l'expédition pour la sécuriser dans une région en guerre et permettre aux participants d'entrer en contact avec les seigneurs de guerre.
À partir de 1937, les données collectées sont publiées par Hedin et d'autres participants de l'ouvrage Reports from the scientific expedition to the north-western provinces of China under leadership of Dr. Sven Hedin. The sino-swedish expedition en plus de 50 volumes. Quand l'argent vient à manquer, Hedin met en gage sa riche bibliothèque personnelle qui remplissait plusieurs pièces pour permettre la parution de volumes à venir.
En 1935, il met ses connaissances sur l'Asie centrale à disposition du gouvernement suédois mais aussi des gouvernements chinois et allemands lors de conférences et de rencontres avec des dirigeants politiques dont Tchang Kaï-chek et Adolf Hitler.
Les recherches menées lors de l'expédition sont encore considérées à l'époque contemporaine comme significatives pour l'archéologie en Chine.

### Participants
Suède
- Nils Peter Ambolt, astronome et géodésien
- Dr Erik Norin et Nils Gustav Hörner, géologues
- Folke Bergman (1902–1946), archéologue
- Birger Bohlin et Gerhard Bexell, paléontologues
- Dr David Hummel, Mediziner, Zoologe, botaniste et anthropologue
- Georg Söderbom, traducteur et responsable du ravitaillement et des vivres
- Duc Frans August Larson (surnommé le duc de Mongolie), négociant, guide et chef de la caravane
- Gösta (Gèosta Montell), ethnologue

Danemark
- Henning Haslund-Christensen, guide, ethnologue qui consignera la musique et les chants mongols

Allemagne
- Dr Waldemar Haude, météorologue
- Fritz Mühlenweg, comptable
- Paul Lieberenz|Paul Karl Lieberenz, cameraman
- Ferdinand Lessing, ethnologue et sinologue
- les pilotes Hans Eduard Dettermann et Freiherr Wilhelm Marschall von Bieberstein[1], Walter Heyder, Claus Hempel, Freiherr Bodo von Kaull, Freiherr Eugen von Massenbach, Franz Josef Walz et Eduard Zimmermann

Chine
- Professeur Xu Xusheng (= Xu Bingchang = Sing Pink-tschang = Hsu Ping-chang, 1888–1976), chef d'expédition
- Yuan Fuli (1893-1987) et Ting Tao-heng, géologues
- Huang Wenbi (= Hwang Wen-Pi, 1893–1966), archéologue
- Chan Fan-hsun et Parker C. Chen, Topographe
- Kung Yuan-chung, photographe
- K. S. Hao, Botaniste
- les étudiants Liu Yen-huai, Li Hsien-chih, Ma Hsieh-chien et Tsui He-feng

S'y ajoutent 66 chameliers et une escorte de 30 soldats en armes.

### février 1927 – mai 1928
L'expédition compte de février 1927 à mai 1928 des participants de la Lufthansa qui évaluent les conditions climatiques dans le désert de Gobi pour l'établissement d'une ligne aérienne Berlin-Pékin, collectent des données météorologiques et prévoient l'installation de pistes d'atterrissage et de réserves de carburant, car les Junker de l'époque ne permettent pas de vol direct. L'itinéraire de l'expédition suit le trajet aérien supposé depuis le Xinjiang jusqu'à Pékin.
Le montant élevé de 1,5 million de Reichsmark de cette expédition n'est pas financé par la Lufthansa mais dans le secret le plus absolu par le gouvernement du Reich allemand, comme le montreront des documents du Ministère des affaires étrangères allemand signés par Gustav Stresemann. Cela a conduit à supposer que les huit officiers armés de la Luftwaffe qui accompagnaient l'expédition étaient chargés d'une mission d'espionnage.
Le 31 octobre, Sven Hedin part en train pour Pékin en passant par la Sibérie. Au printemps 1927, pendant qu'il y règle les détails de l'expédition, tout le matériel est rassemblé à Baotou : 300 chameaux loués, 12 000 dollars d'argent mexicain, 400 caisses d'équipement totalisant un poids de 40 tonnes, dont 120 caisses pour les vivres et 300 000 cigarettes, et trois avions. La caravane prend le départ le 20 mai 1927. À Hokr To, près de frontière avec la Mongolie, un camp de base de 23 tentes est installé. Les archéologues effectuent depuis ce point une excursion de trois semaines au monastère Belimao d'Hallun Ossu. Le 22 juillet 1927, la caravane part pour la Mongolie avec 297 chameaux.
Sven Hedin prend lui-même en charge la cartographie de l'itinéraire de sa caravane principale. L'équipe est répartie en trois autres caravanes qui ont chacune leur mission d'exploration. Après des mois de voyage sur le « calvaire des chameaux », ils parviennent aux ruines de la « ville noire » de Khara-Khoto qui était un lieu de commerce florissant du temps de Marco Polo. Le 23 septembre, elle arrive à Tsondol à l'oasis d'Edsen-gol (actuellement Juyan (en). Le météorologue Waldemar Haude y établit une station météorologique, fait s'élever des ballons-plafond gonflés à l'hydrogène et collecte des données précieuses pour la météorologie aéronautique d'Asie centrale. Il installe par la suite quatre autres stations lors du voyage.
Le 8 novembre 1927, l'expédition commence sa traversée du désert de Gobi en direction de Hami et Ürümqi. Les tempêtes de sable et de neige et un mois de novembre glacial ne la font progresser que lentement et avec peine à travers le désert sur la route que les Mongols appellent « le chemin de la réflexion ».
Un tiers des chameaux meurt de la faim, Sven Hedin souffre de calculs biliaires et doit être transporté allongé à travers le désert de Gobi. L'équipe fête la Noël 1927 à la source Sebastei. En janvier 1928, la caravane arrive à la frontière séparant la Mongolie du Xinjiang. Hedin doit laisser derrière lui les chameaux et les guides mongols. C'est sous sévère surveillance militaire que l'expédition passe par Tourfan pour être amenée à Ürümqi, capitale du Xinjiang où ils sont accueillis avec les honneurs.
Le maréchal Yang, gouverneur général, refusant tout vol au-dessus du Xinjiang, la Lufthansa retire ses membres de l'expédition. Sven Hedin part avec eux pour Berlin le 5 mai 1928, puis pour Stockholm pendant que l'expédition poursuit ses recherches sur place.

### Été 1928 - automne 1933

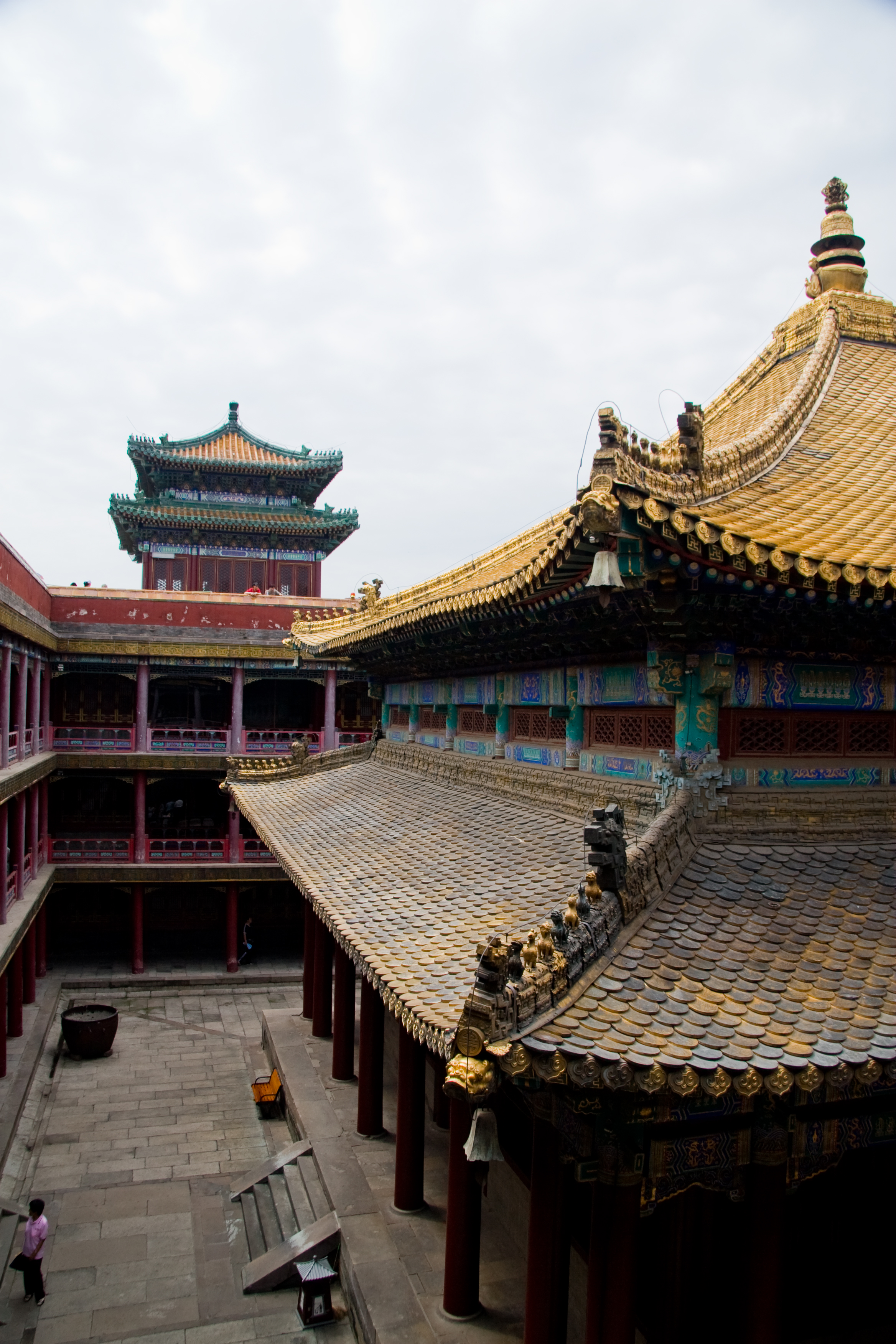
Le temple de Cihangpudu (à gauche) et le pavillon d'or Wanfaguiyi (à droite) dans la cour intérieure, temple de Putuo Zongcheng.

Au Parlement de Stockholm, Sven Hedin obtient de l'aide pour la poursuite de l'expédition. Le 8 août 1928, il part pour Ürümqi avec l'astronome Nils Peter Ambolt. Il rejoint l'expédition le 4 octobre et définit avec elle les tâches à accomplir. Mais à la suite de l'assassinat du gouverneur général Yang, il n'a pas l'autorisation de mener des recherches dans le Lop Nor (de) et dirige l'expédition vers Pékin où elle arrive le 1er janvier 1929. Il y rencontre Tchang Kaï-chek qui apporte dès lors son aide à l'expédition.
Sven Hedin tombe malade en avril 1929, les médecins du Union Medical College (en) soupçonnent une tumeur à la moelle épinière. En mai 1929, il part consulter le médecin Harvey Williams Cushing à Boston, Massachusetts qui infirme le diagnostic. Hedin met à profit son séjour pour convaincre le millionnaire Vincent Hugo Bendix (en), propriétaire de la Bendix Watch Company de financer l'expédition. Bendix accorde une aide de 135 000 dollars et demande en contrepartie à Hedin de réaliser la copie d'un temple lama et de sa décoration intérieure pour l'exposition Century of Progress de 1933 à Chicago ; la ville de Stockholm doit également être pourvue d'une copie de temple tibétain. Cela pose des problèmes à Hedin, car Ladakh et le Tibet sont alors inaccessibles.
À Stockholm, il engage l'ethnographe Gösta Montell pour le conseiller lors de l'achat d'objets d'intérêt ethnologique et rejoint l'ensemble de l'expédition en novembre au Xinjiang. Les différents groupes de chercheurs ont alors mené des recherches dans le bassin du Tarim, le Lop Nor, et le Juyan (en) en Mongolie-Intérieure. Ces recherches ont notamment été l'occasion de fouilles archéologiques de tombes chinoises antiques.

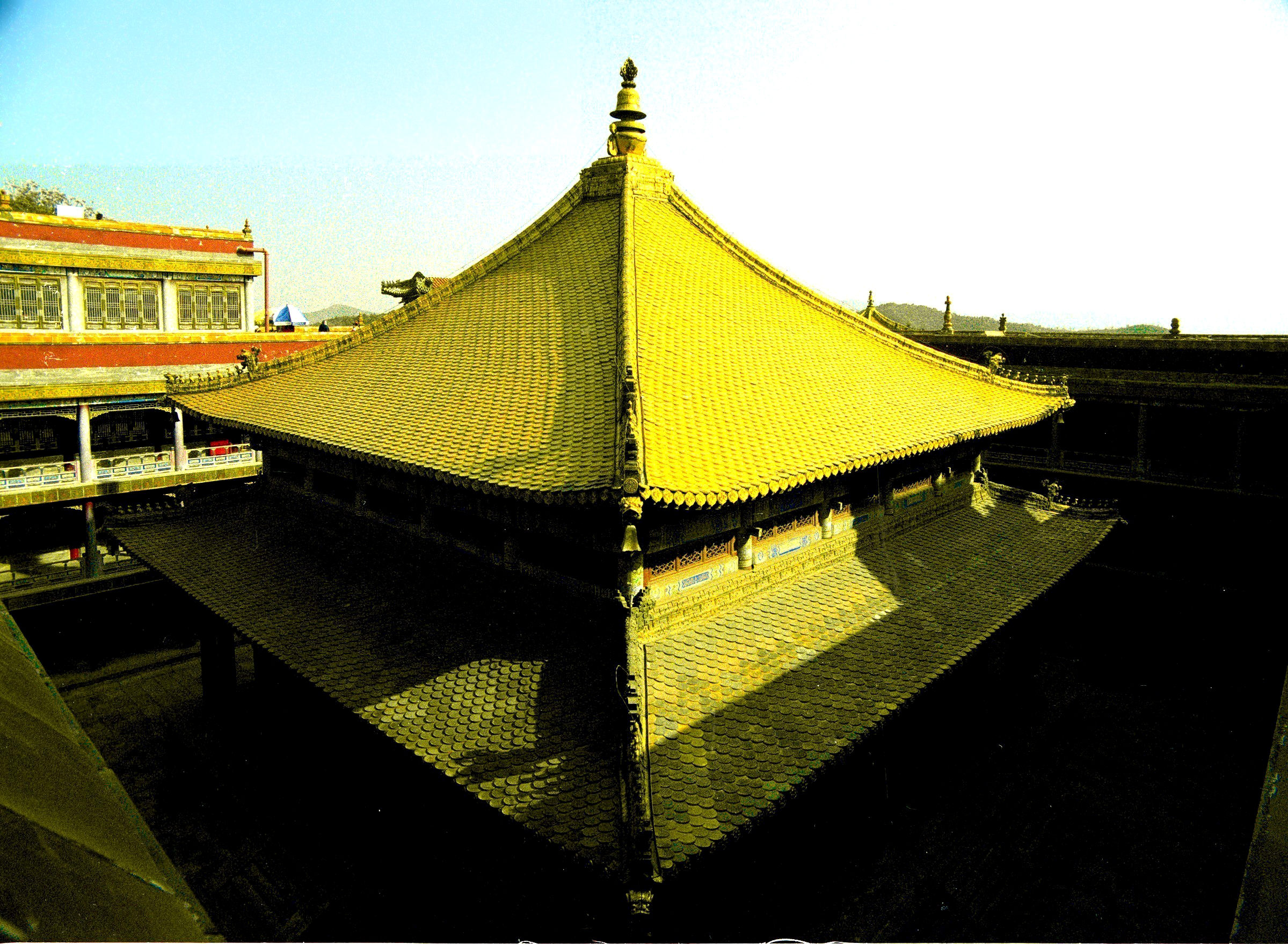
Le toit d'or du temple Wanfaguiyi.

En 1930, l'archéologue Folke Bergman met au jour dans la vallée de la rivière Ruoshui (Éjìnà Hé (額濟納河/额济纳河) dans la Bannière d'Ejin (Ejina qi 额济纳旗), plus de 120 sites néolithiques, 17 000 objets usuels, et découvre sur le site de la tour de guet Handai fengsui yizhi (汉代烽燧遗址) datant de la période Han plus de 10 000 tablettes de bois gravées avec des manuscrits Des fouilles postérieures de 1972 à 1976 découvriront plus de 20 000 autres tablettes. Ce site de Juyan est protégé et inscrit à la liste des Sites historiques et culturels majeurs protégés au niveau national (Mongolie intérieure) (3-209).
Sven Hedin part en voiture à la recherche d'un temple en Mongolie intérieure mais sans succès. Gösta Montell lui propose alors de visiter le temple de Putuo Zongcheng (普陀宗乘之庙) de la dynastie Quing, à Chengde, et son pavillon d'or Wanfaguiyi dans le temps de Cihangpudu, temple construit en 1767 par l'empereur Qianlong sur le modèle du Palais du Potala à Lhassa.

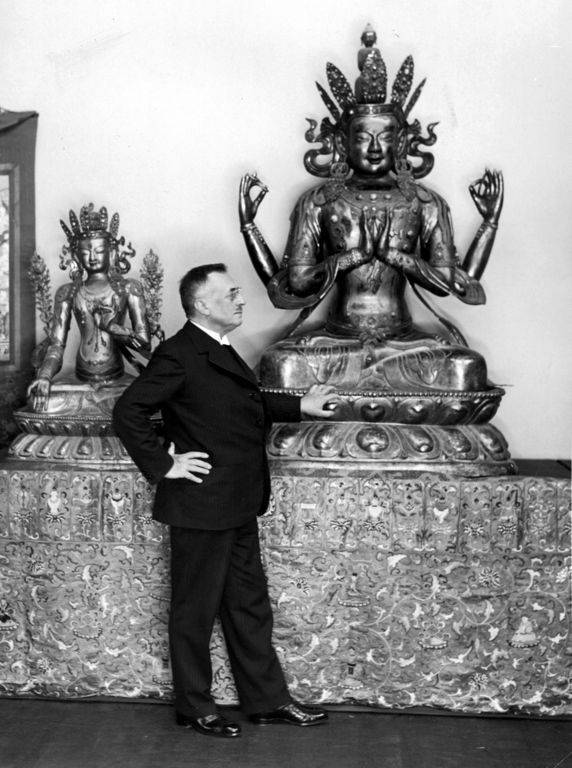
Sven Hedin en 1932 à Stockholm

Sven Hedin charge l'architecte chinois Kuo Yuan-hsi de réaliser une copie du Wanfaguiyi pour 65 000 dollars ; les 20 000 éléments de la copie sont transportés par bateau à Chicago et montés par des artisans suédois dirigés par Gösta Montell et Sven Hedin pour l'exposition universelle de 1933 (Century of Progress). Une fois achevée, cette attraction aura coûté 250 000 dollars. Le temple est ensuite exposé à la foire internationale de New York en 1939, démonté, stocké à Oberlin puis mis à disposition du département d'Études orientales de l'Oberlin College. Le projet de reconstruction du pavillon d'Or ayant échoué, la copie est successivement confiée à différents instituts universitaires (Université Harvard, Université de l'Indiana à Bloomington). Les éléments extérieurs de la structure sont transférés à Stockholm en 1985, mais les coûts élevés d'une restauration n'ont pas permis la reconstruction. La copie d'un temple dont l'exposition était prévue à Stockholm pour 1929 est abandonnée par manque d'argent en 1932, seuls une maquette et des plans seront exposés.
Sven Hedin revient en Chine en janvier 1932. En raison des taux de change défavorables dus à la crise mondiale et de l'instabilité politique en Chine, il dissout l'« université itinérante ». En reconnaissance de ses services, la Société de géographie de Berlin lui décerne en 1933 la médaille Ferdinand von Richthofen.

### Automne 1933 – printemps 1935
De 1933 à 194, Hedin mène pour le compte du gouvernement du Kuomintang de Tchang Kaï-chek à Nankin, une expédition en vue d'établir les plans de deux routes le long de la route de la soie vers le Xinjian. Cette voie de communication permettra plus tard à la République populaire de Chine d'installer un site d'essais nucléaires dans le Lop Nor asséché par l'irrigation. Avec David Hummel, Georg Söderbom et des accompagnateurs chinois, il doit remonter la route de la soie à travers le désert de Gobi en direction d'Ürümqi. Il obtient l'autorisation d'observer le cours du fleuve Tarim détourné à des fins d'irrigation pour déterminer s'il est possible de rendre cultivable et habitable la zone autour de Loulan. Il part fin octobre 1933 avec quatre véhicules de la gare de Xuefeng à la limite de la Mongolie. Au printemps 1934, il se trouve au milieu d'une guerre civile après avoir passé Hami. Le 5 mars, l'expédition est bloquée par une révolte Hui où tous les véhicules sont confisqués. Sven Hedin parvient à faire repartir l'expédition quelques mois après. En avril, il remonte jusqu'au lac Lop Nor au bord duquel la ville antique de Loulan se trouvait à l'origine, une étape importante sur la route de la soie. Au IVe siècle apr. J.-C., la ville fut abandonnée après le détournement du Tarim et laissée à l'abandon.
En avril 1934, Hedin quitte le lac Karakoshun (de) pour rejoindre le Kum-Darja, la partie aval du fleuve Konqi. En mai 1934 il remonte deux mois en bateau vers le Lop Nor. Il établit une carte détaillée du cours du fleuve et mesure sa profondeur. Il constate que son cours peut être exploité pour l'irrigation du désert, ce qui sera plus tard réalisé sous Mao Zedong. Il poursuit également les recherches précédentes de ses collègues qui avait découvert des gisements de pétrole, de charbon et d'or. C'est sur les bases de ces investigations que des usines et un aéroport seront plus tard construits.

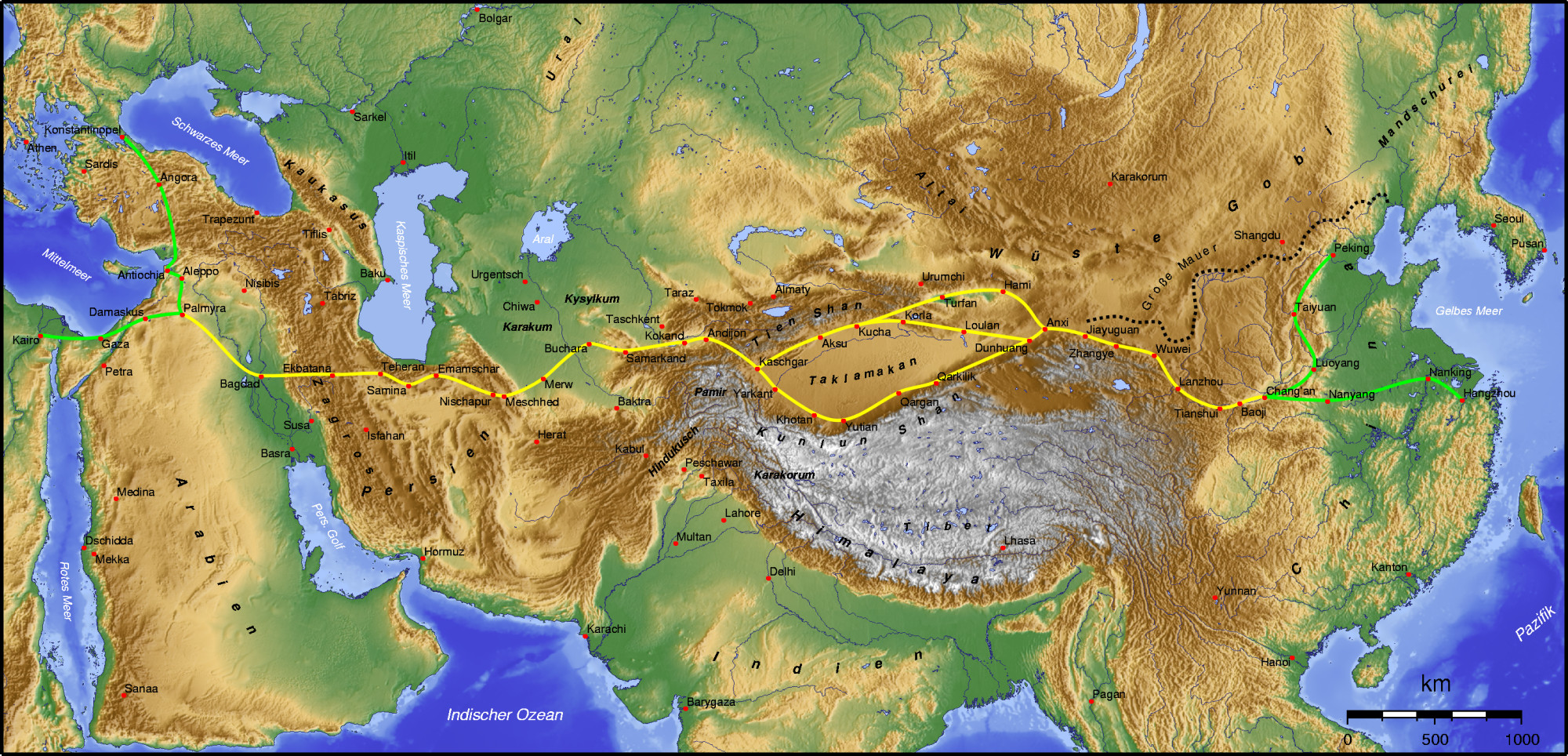
Itinéraire de la route de la soie.

Pour le retour, Hedin choisit le parcours sud de la route de la soie de Hotan à Xi'an où son expédition arrive le 7 février 1935. Il poursuit sa route jusqu'à Pékin pour rencontrer le président Lin Sen et jusqu'à Nankin pour rencontrer Tchang Kaï-chek. Il fête son 70e anniversaire en présence de 250 membres du Kuomintang et est décoré de l'ordre du Jade de deuxième classe.
À la fin de l'expédition, Hedin se trouve dans une situation financière difficile. Il a laissé des dettes considérables à la banque Germano-asiatique de Pékin. Il les rembourse avec les honoraires qu'il touche pour ses livres et ses conférences. Les mois qui suivent son retour, il tient 111 conférences dans 91 villes allemandes et 19 dans des pays voisins. Il parcourt en cinq mois 23 000 kilomètres en train et 17 000 en voiture. Il rencontre Adolf Hitler avant sa conférence du 14 avril 1935 à Berlin.

## Résultats
Les résultats sont publiés dans Reports from the scientific expedition to the north-western provinces of China under leadership of Dr Sven Hedin. The sino-swedish expedition. L'édition n'est toujours pas complète, elle comprend 49 éditions de plusieurs volumes.

### Découvertes
Les découvertes historiques, géologiques et archéologiques sont la propriété de la Chine. Elles ont été mises à disposition de la Suède à des fins scientifiques puis restituées. Elles sont conservées au Musée national chinois Place Tian'anmen, dans l'aile sud au Musée d'histoire chinoise Zhongguo Lishi Bowuguan.

### Héritage archéologique
Le volume no 7 des Reports de Folke Bergman, Archaeological researches in Sinkiang. Especially the Lop-Nor Region, a été traduit en langue chinoise. Des archéologues chinois poursuivront les recherches de l'expédition documentées par Bergman et mettront au jour des tombes et des sites funéraires de l'âge du bronze, dans lesquels des momies vieilles de plus de 4 000 ans, et également le complexe funéraire de Xiaohe.
Les chercheurs de l'expédition avait pris soin de rechercher les ruines de tours de guet pour reconstituer l'itinéraire ancien de la route de la soie. Quand dans les années 1980 grandit l'intérêt pour la Muraille de Chine, on constate alors que les Reports permettent d'établir que la Muraille allait autrefois jusqu'à la frontière occidentale du Xinjiang.

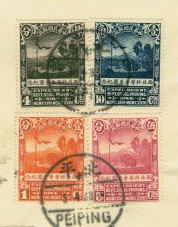
Timbres chinois édités en mémoire de l'expédition.

## Timbres
L'expédition sino-suédoise fut commémorée par l'impression d'une série de timbres chinois tirée à 25 000 exemplaires. Les quatre timbres montrent des chameaux dans un campement avec la bannière de l'expédition, et portent l'inscription : « Poste de l'Empire florissant du Milieu » et en latin en-dessous : Expédition scientifique dans la province nord de la Chine 1927-1933. Le modèle est un tableau exposé à la Cité interdite. 4 000 timbres seront mis en circulation, 21 500 seront remis à l'expédition. Sven Hedin les vendra 5 dollars pièce pour rembourser les dettes.

### Genèse de l'expédition
- (de) Hedin, Sven : Fünfzig Jahre Deutschland. F.A. Brockhaus, Leipzig 1938. p. 220–238.
- (de) Böhm, Hans : Finanzierung der Zentralasienexpedition Sven Hedins: „Strengste Geheimhaltung wird von allen Beteiligten als unerlässlich angesehen“. In: Erdkunde: Archiv für wissenschaftliche Geographie vol. 57, (2003), 1, p. 40 à 54.

### Publications scientifiques
- Édition avec plus de 49 volumes : (en) Reports from the scientific expedition to the north-western provinces of China under leadership of Dr Sven Hedin. The sino-swedish expedition. Stockholm 1937–1992, avec notamment :
  - Hedin, Sven + Bergman, Folke: History of the expedition in Asia 1927–1935. 4 vol. Stockholm 1943–1945.
    - Reports: Publication 23: Part I 1927–1928
    - Reports: Publication 24: Part II 1928–1933
    - Reports: Publication 25: Part III 1933–1935
    - voir aussi : Machatschek, Fritz: Sven Hedins Reisewerk. In: Petermanns Geographische Mitteilungen, 91., 1945, pp 1 à 3, Verlag Justus Perthes, Gotha.

  - (sv) Hedin, Sven : Central Asia atlas, Stockholm, Statens etnografiska museum, Stockholm 1966. Atlas avec les itinéraires.
    - voir aussi : (en) Hedin, Sven: Zum Zentralasien-Atlas und Haack, Hermann: Sven Hedins Zentralasien-Atlas. In: Petermanns Geographische Mitteilungen, 87. Jahrgang 1941, pp 1 à 7, Verlag Justus Perthes, Gotha.

  - (en) Folke Bergman : Archaeological Researches in Sinkiang. Especially the Lop-Nor Region.[4].
    - voir aussi : (en) Archaeological Researches in Sinkiang. Especially the Lop-Nor Region.[5].
- (de) Dr A. Petermanns Mitteilungen (Petermanns Geographische Mitteilungen), 81., 1935, pp 275 à 295 tableaux 18 und 19, Verlag Justus Perthes, Gotha.
- (de) Hedin, Sven : Die Auswertung der Ergebnisse meiner Zentralasien-Expedition 1927–1935. In: Petermanns Geographische Mitteilungen, 88., 1942, p. 305 à 319, Verlag Justus Perthes, Gotha.
- (de) Hao, K. S. : Pflanzengeographische Studien über den Kokonor-See und über das angrenzende Gebiet. In: Botanische Jahrbücher vol. LXVIII, cahier 5, p. 516–668, 1938.
- (de) Ferdinand Lessing : Die wissenschaftliche Eroberung Asiens. Ergebnisse und Aufgaben der Expedition Sven Hedins. In: Berliner Tageblatt. 40: 24.1931, Annexe, 1.
- (en) Lovadina, Michela : Manchu Shamanic material rediscovered: a photographic documentation from the 1932 Sven Hedin expedition.  série : Shamanica Manchurica collecta n° 6. Photographie de Gösta Montell. Harrassowitz, Wiesbaden 1998.  (ISBN 3-447-04022-X)
- (de) Hartmut Walravens : Ferdinand Lessing (1882–1961): Sinologe, Mongolist und Kenner des Lamaismus; Material zu Leben und Werk; mit dem Briefwechsel mit Sven Hedin. édition Wagener, 2e édition, Melle 2006.

### Lettres de Sven Hedin
- (de) [PDF] Hedin, Sven : Lettres de Sven Hedin à son collègue Ferdinand Lessing.[6].

### Récits d'expédition de Sven Hedin
- (de) Hedin, Sven: Fünfzig Jahre Deutschland. F.A. Brockhaus, Leipzig (1938), pp 228–246.
- (de) Hedin, Sven: Auf großer Fahrt: meine Expedition mit Schweden, Deutschen und Chinesen durch die Wüste Gobi 1927–1928. F.A. Brockhaus, Leipzig 1929
- (de) Hedin, Sven: Rätsel der Gobi: die Fortsetzung der grossen Fahrt durch Innerasien in den Jahren 1928–1930. F.A. Brockhaus, Leipzig 1931
- (de) Hedin, Sven: Jehol, die Kaiserstadt. F.A. Brockhaus, Leipzig 1932
- (de) Hedin, Sven: Die Flucht des Grossen Pferdes. F.A. Brockhaus, Leipzig 1935
- (de) Hedin, Sven: Die Seidenstraße. F.A. Brockhaus, Leipzig 1936
- (de) Hedin, Sven: Der wandernde See. F.A. Brockhaus, Leipzig 1937

### Récits de membres de l'expédition
- (de) Ambolt, Nils : Karawanen. Im Auftrag Sven Hedins durch Innerasien., F. A. Brockhaus Verlag, Leipzig 1937.
- (de) Ambolt, Nils : Zum Ziel meiner Träume. Im Auftrag Sven Hedins in Innerasien. F. A. Brockhaus Verlag, Leipzig 1944.
- (de) Berger, Dr Arthur (éditeur) : Mit Sven Hedin durch Asiens Wüsten. Nach dem Tagebuch des Filmoperateurs der Expedition Paul Lieberenz. Volksverband der Bücherfreunde, Wegweiser-Verlag, Berlin 1932.
- (en) Bexel, Gerhard : Geological and Palaeontological Investigations in Mongolia and Kansu 1929–1934. History of the Expedition in Asia 1927–1935. General Reports of Travels and Fieldworks by Folke Bergman, Gherard Bexell, Birger Bohlin, Gösta Montell. In: Reports from Scientific Expedition to the North-western Provinces of China under the Leadership of Dr Sven Hedin. The Sino-Swedish Expedition. Publ. 26, Part IV, Stockholm 1945.
- (en) Bohlin, Birger : Palaeontological and Geological Researches in Mongolia and Kansu, 1929–1933. History of the Expedition in Asia 1927–1935. General Reports of Travels and Fieldworks by Folke Bergman, Gherard Bexell, Birger Bohlin, Gösta Montell. In: Reports from Scientific Expedition to the North-western Provinces of China under the Leadership of Dr Sven Hedin. The Sino-Swedish Expedition. Publ. 26, Part IV, Stockholm 1945.
- (de) Dettmann, Hans Eduard : Mit Sven Hedin durch die Wüste Gobi. Franz Schneider Verlag Berlin 1938.
- (de) Dettmann, Hans Eduard : Das Abenteuer meines Lebens. Mit Sven Hedin auf Forschungsreisen. Fischer Verlag Göttingen 1965.
- (de) Dettmann, Hans Eduard : Karawanen-Fahrt mit Sven Hedin. Franz Schneider Verlag, 1. Aufl. 1950.
- (de) Haslund-Christensen, Henning : Zajagan. Menschen und Götter in der Mongolei, Union Deutsche Verlagsgesellschaft Stuttgart, Berlin, Leipzig um 1936.
- (de) Haslund-Christensen, Henning : Jabonah: Abenteuer in der Mongolei, Insel-Verlag Leipzig 1933.
- (de) Haude, Waldemar, Drei Jahre meteorologischer und klimatischer Arbeiten bei der chinesischen Expedition Sven Hedins in Zentralasien. In: Zeitschrift der Gesellschaft für Erdkunde zu Berlin 1934, S. 123–144.
- (de) Körner, Brunhild (née Lessing) : Der Ahnenkult der Mandschu in Peking. In: Baessler-Archiv. Berlin 1955, Neue Folge, vol III, p. 175–193.
- (de) Ferdinand Lessing : Mongolen, Hirten, Priester und Dämonen. Klinkhardt & Biermann Verlag Berlin 1935.
- (de) Montell, Gèosta (= Gösta) : Durch die Steppen der Mongolei. Mit einem Vorwort von Sven Hedin und zahlreichen Abbildungen nach Aufnahmen des Verfassers. Union Deutsche Verlagsgesellschaft Stuttgart 1938.
- (de) Montell, Gèosta (= Gösta) : Unter Göttern und Menschen. Erinnerungen an glückliche Jahre in Peking. F. A. Brockhaus Verlag Leipzig 1948.
- (de) Mühlenweg, Fritz : In geheimer Mission durch die Wüste Gobi. Herder Verlag Freiburg 1950.
- (de) Mühlenweg, Fritz : Sven Hedin persönlich. In: Mongolische Heimlichkeiten, Lengwil 2002.
- (de) Faude, Ekkehard : Fritz Mühlenweg – vom Bodensee zur Mongolei. Libelle Verlag Lengwil am Bodensee 2005  (ISBN 3-909081-01-0).
- (de) Mühlenweg, Fritz : Drei Mal Mongolei. Reisetagebücher und Briefe aus der Sven-Hedin-Expedition durch die Innere Mongolei. éditeur Ekkehard Faude und Regina Mühlenweg, Lengwil 2006.
- (de + zh) Wenbi Huang (en) : Meng Xin Kaocha riji 1927–1930 (journal), Pekin : édition Wenwu chubanshe, 1990.
- (de + zh) Wenbi, Huang: Luobu Nao'er kaogu ji, Pekin, 1948.

## Archives
Les archives de l'expédition sont conservées aux Archives nationales de Suède et à la Fondation Sven Hedin à Stockholm.

## Documentaires
- Film muet de l'expédition : (de) Mit Sven Hedin durch Asiens Wüsten, Deutschland 1929. Prises de vue : Paul Lieberenz, Régisseurs : Rudolf Bierbrach, Paul Lieberenz.
- Film télévisé : (de) Söhne der Wüste Teil: Durch die Gobi und Taklamakan]. Documenté par Bernd Liebner et Cheng Wie, 2002 (avec des prises de vue de Paul Lieberenz, caméraman de l'exposition).

## Théâtre radiophonique
L'expédition a inspiré le dramaturge Günter Eich pour sa pièce radiophonique Un rêve à Edsin-gol (Ein Traum am Edsin-gol), paru en 1932 dans le magazine Die Kolonne (de) (Année 3, no 4, p. 13–58) et diffusée à la radio en 1950.